# 房五高速公路
房县－五峰高速公路，简称房五高速，是2022年《国家公路网规划》公布的一条 呼北高速联络线。
线路起点为湖北房县，途经神农架，宜昌兴山、秭归、长阳，终点为五峰。

## 线路介绍

房五高速公路在湖北省高速公路网中的位置

房县－五峰高速公路原使用湖北省省级高速编号 S79，是国家规划的高速公路并行线，是湖北省综合交通运输“十四五”规划项目，全长约256 km，总投资近500亿元，建成后将在房县、神农架、兴山、长阳、秭归、五峰间形成一条贯穿南北的纵向大通道，可有效弥补鄂西地区纵向高速公路较少的短板，使十堰、神农架、宜昌西部连成一片，对于促进区域旅游资源连片开发，推动秦巴山和武陵山片区的协同发展等具有极其重要的意义。
建成后，从十堰（房县）开车到宜昌（五峰）仅需3个小时，并一线串起鄂湘“两江三山”（武当山－神农架－长江－清江－武陵山）世界级旅游走廊带，涉及3A级以上景区120个，其中5A级景区8个，该道路建成后将大大助推沿线旅游产业发展。

### 房县段
规划线路30.5 km，起于房县城北，设枢纽互通与呼北高速十房段连接，向南经野人谷镇，在K24公里处设置野人谷互通与209国道衔接，在K25公里后通过雷家山隧道（9263米）穿越荆山山脉至神农架林区松柏镇两河口（K35+500）。

### 神农架段
可行性研究报告编制阶段。

### 宜昌段
起点位于兴山县古夫镇观音河附近，经兴山、秭归、长阳、五峰，终点与宜来高速公路交叉的五峰枢纽互通。其中长阳至五峰段与沪渝高速交叉后，路线向东南延伸，经青冈坪、牛脊岭，在金马墩跨越清江，路线向东南前行，在沙子岭设置都镇湾互通，向东南布线，在红石板设置清江服务区，经三青岩，在李家湾设特长隧道穿越苏家大坪，路线向南布线，经天窝池、长岭，在渔洋关镇以北设枢纽互通与宜来高速公路宜昌段相接。工程主线全长54公里，按双向四车道高速公路标准建设，设计速度80公里/小时，路基宽25.5米。该段已进入环境影响评价公示阶段。

## 与国家高速网的联系
- 呼北高速：在房县城北第一次交汇，在五峰渔洋关镇第二次交汇。
- 麻安高速：在房县城北交汇。
- 沪蓉高速：在兴山交汇。
- 沪渝高速：在长阳交汇。